# Almaz Ayana

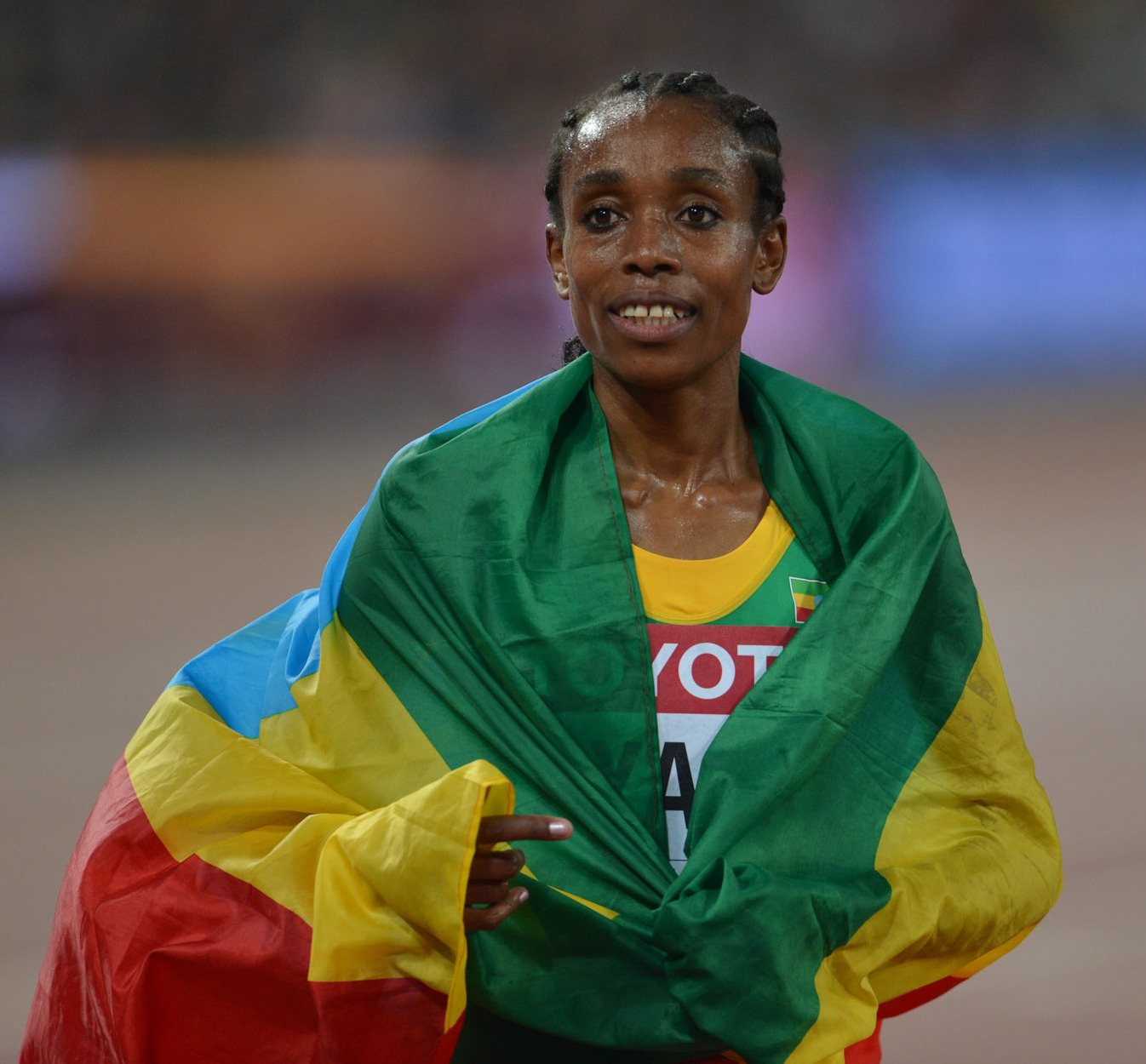
Almaz Ayana auf der Ehrenrunde nach ihrem WM-Sieg 2015

Almaz Ayana Eba (amharisch አልማዝ አያና ኤባ; * 21. November 1991 in der Benishangul-Region) ist eine äthiopische Langstrecken- und Hindernisläuferin.
2010 wurde sie bei den Juniorenweltmeisterschaften in Moncton Fünfte über 3000 Meter Hindernis und Zweite bei der São Silvestre de Luanda. 2013 wurde sie nationale Meisterin im Hindernislauf und gewann bei den Weltmeisterschaften in Moskau Bronze über 5000 Meter.
Bei den Afrikameisterschaften 2014 in Marrakesch gewann sie die Goldmedaille im 5000-Meter-Lauf.
Am 30. August 2015 wurde sie in Peking Weltmeisterin im 5000-Meter-Lauf. Sie gewann den Finallauf mit einem neuen Weltmeisterschaftsrekord von 14:26,83 min.
Am 12. August 2016 gewann sie den 10.000-Meter-Lauf bei den Olympischen Spielen 2016 in Rio de Janeiro mit einer Zeit von 29:17,45 min und stellte damit einen neuen Weltrekord auf.
Nach ihrem Olympiasieg bestritt Ayana ein Jahr lang kein einziges 10.000-Meter-Rennen. Bei ihrem ersten Lauf wurde sie direkt am 5. August 2017 bei den Weltmeisterschaften 2017 in London Weltmeisterin im 10.000-Meter-Lauf. In einer Zeit von 30:16,32 min überlegen mit einer Dreiviertelminute Vorsprung. Über 5000 Meter lieferte sie sich ein spannendes Duell mit der Kenianerin Hellen Obiri, der sie sich aber auf der Schlussrunde klar geschlagen geben musste.
Im selben Jahr gewann sie den Delhi-Halbmarathon in 1:07:12 h.
Im Oktober gewann Ayana bei ihrem Marathon-Debüt den Amsterdam-Marathon in Streckenrekord von 2:17:20 h.

## Persönliche Bestzeiten
- 3000 m: 8:22,22 min, 14. Juni 2015, Rabat
  - Halle: 8:43,47 min, 6. Februar 2014, Stockholm
- 3000 m Hindernis: 9:22,51 min, 27. August 2010, Brüssel (ehemaliger Juniorenweltrekord)
- 5000 m: 14:12,59 min, 2. Juni 2016, Rom
- 10.000 m: 29:17,45 min, 12. August 2016, Rio de Janeiro, Weltrekord
- 10-km-Straßenlauf: 32:19 min, 31. Dezember 2010, Luanda
- Halbmarathon: 1:05:30 h, 12. März 2023, Lissabon
- Marathonlauf: 2:17:20 h, 16. Oktober 2022, Amsterdam